# Aitana Bonmatí
Aitana Bonmatí i Conca (; Vilanova i la Geltrú, 18 gennaio 1998) è una calciatrice spagnola, centrocampista del Barcellona e della nazionale spagnola.
Campionessa mondiale con la Spagna nel 2023, si è consacrata a livello internazionale nello stesso anno, venendo nominata miglior giocatrice del campionato del mondo 2023, Pallone d'oro, The Best FIFA Women's Player e UEFA Women's Player of the Year. Nel 2024 ha vinto il Laureus Sportswoman of the Year Award come sportiva dell'anno, diventando la prima calciatrice a vincere il premio, e per la seconda volta il Pallone d'oro e il The Best FIFA Women's Player.
È l'unica atleta nella storia del calcio (femminile e maschile) ad aver vinto, nello stesso anno, Champions League, campionato del mondo e Pallone d'oro (nel 2023).

## Caratteristiche tecniche
Considerata tra le migliori calciatrici della sua epoca e nella storia del calcio femminile, Bonmatí è una centrocampista centrale, adattabile anche a destra o sulla trequarti, celebre per la sua visione di gioco e l'abilità alla regia. È creativa e agile nel dribbling, anche grazie a una stazza esile.
Le sue proprietà tecniche sono state capaci di impressionare Pep Guardiola, che si è detto innamorato di come Bonmatí gioca, nonché Andrés Iniesta, a cui la calciatrice viene spesso paragonata.
Il suo piede preferito è il destro.

## Carriera

### Club
Cresciuta nel Barcellona, esordisce in prima squadra nel 2016. Con il club catalano vince tre UEFA Women's Champions League, nel 2020-2021 nel 2022-2023 e nel 2023-2024. Il 1º settembre 2023, a Monte Carlo, riceve il UEFA Women's Player of the Year Award per il 2022-2023. Nell'ottobre successivo, vince anche il suo primo Pallone d'oro femminile in carriera, diventando così la seconda calciatrice consecutiva spagnola e del Barcellona a ricevere il premio, dopo Alexia Putellas. A gennaio del 2024 è nominata The Best FIFA Women's Player.
Il 28 ottobre 2024 si aggiudica nuovamente il Pallone d'oro femminile. Il 17 dicembre viene rinominata The Best FIFA Women's Player.
L'11 gennaio 2025, in occasione di Barcellona-Levante 6-0 in campionato, segna la rete del 2-0, che corrisponde al 500esimo gol presso lo stadio Johan Cruijff nella storia del Barcellona femminile.

### Nazionale
Aitana Bonmatí viene convocata nella nazionale spagnola under 17 affidata al tecnico Jorge Vilda, debuttando il 2 ottobre 2013 nella partita vinta 8-0 contro le pari età della Romania, in occasione della fase élite agli Europei di categoria di Inghilterra 2014. Ottenuta la qualificazione alla fase finale come vincitrice del gruppo 1 del secondo turno di qualificazione, condivide il percorso della sua squadra superando la fase a gironi con un primo posto nel gruppo B, qui segnando una doppietta alla Germania portando il risultato sul definitivo 4-0. Dopo aver superato l'Inghilterra 3-0 in semifinale, ritrova la Germania in finale, perdendo così l'incontro dell'8 dicembre 2013 ai tiri di rigore dopo l'1-1 dei tempi regolamentari.
Il risultato consente alla Spagna di accedere al campionato mondiale di Costa Rica 2014, dove Bonmatí viene impiegata da Vilda nei tre incontri della fase a gironi e nella semifinale vinta per 2-0 sull'Italia. Vilda le rinnova la fiducia anche nel successivo Europeo di Islanda 2015, ove, ottenuta nuovamente la qualificazione alla fase finale, va a segno nella fase a gironi, siglando la rete del definitivo 4-0 sulle avversarie della Germania; trasforma inoltre uno dei tiri di rigore che garantisce alla Spagna di superare la Francia in semifinale. Nella finale del 4 luglio 2015 festeggia con le compagne la vittoria per 5-2 sulla Svizzera, quindi la conquista del terzo titolo europeo di categoria.
Sempre nel 2015 Vilda la inserisce nella rosa della formazione under 19 destinata ad affrontare le qualificazioni all'Europeo di Slovacchia 2016. Bonmatí fa il suo debutto nel torneo il 5 aprile 2016, nella fase élite, in occasione dell'incontro vinto per 3-0 sull'Italia. Superate agevolmente le eliminatorie, approda alla fase finale, condividendo con le compagne la finale del 31 luglio 2016 all'NTC Senec di Senec, persa 2-1 con le avversarie della Francia. Ciò nonostante la Spagna guadagnerà comunque l'accesso al campionato del mondo Under-20 di Papua Nuova Guinea 2016.
Bonmatí gioca tutti e tre gli incontri disputati dalla formazione under 20 nella fase a gironi, realizzando il 13 novembre 2016 la rete del parziale 3-0 sul Canada (incontro poi terminato 5-0 per le spagnole), più quella dei quarti di finale presso cui la squadra viene eliminata dalla Corea del Nord ai tempi supplementari.
Sempre in rosa con l'under 19, Bonmatí partecipa anche all'Europeo di Irlanda del Nord 2017, giocando tutti e sei gli incontri delle qualificazioni, andando prima a segno con l'Azerbaigian (7-0), poi con la Lettonia (tripletta nell'incontro terminato 18-0); infine realizza al 45' la rete del parziale 2-0 sulla Russia (3-0) nella successiva fase élite. Ottenuto l'accesso alla fase finale, scende in campo sia nella semifinale del 17 agosto 2017, vinta 3-2 contro i Paesi Bassi, che nella finale con la Francia del 20 agosto, vinta per 3-2, ottenendo con le compagne il suo primo titolo europeo Under-19 e il secondo per la Spagna. Con le rosse U-19, nei soli tornei UEFA, realizza 6 reti su 15 presenze, alle quali si aggiungono 2 presenze in tornei non ufficiali.
Ancora una volta il risultato premia la Spagna con la partecipazione al Mondiale U-20 di Francia 2018 e il tecnico Pedro López inserisce Bonmatí in rosa per il suo secondo mondiale di categoria. López la impiega in cinque dei sei incontri disputati dalla Spagna, ove apre le marcature nell'incontro dei quarti di finale vinto per 2-1 sulla Nigeria e rimane in panchina nella finale persa per 3-1 con il Giappone, al suo primo titolo mondiale U-20.
Invitata al raduno della nazionale maggiore nel corso del 2017, Vilda, che ha assunto l'incarico di ct della Spagna, la inserisce in rosa nella formazione che disputa le qualificazioni al Mondiale di Francia 2019; qui compie il suo debutto il 28 novembre 2017 nell'incontro vinto per 4-0 sulle avversarie dell'Austria.
Dopo essere stata una delle 15 firmatarie della lettera di protesta contro l'allenatore, ritenuto inadeguato ma sostenuto dalla federazione, nel 2023 viene convocata per il vittorioso mondiale disputato in Australia e Nuova Zelanda, manifestazione in cui mette a segno 3 gol, scendendo in campo da titolare anche nella finale vinta 1-0 contro l'Inghilterra.

## Vita privata
Si definisce "flexitariana", ovvero prevalentemente vegetariana, pur consumando raramente carne. Nel 2021 si è laureata presso l'Università Ramon Llull di Barcellona in Scienze motorie e sportive.
I suoi genitori sono stati tra i principali attivisti nell'abolizione della legge spagnola che voleva che, nei bambini, il cognome paterno precedesse obbligatoriamente il cognome materno. In segno di protesta, nel 1998, quando Aitana nacque, la madre (Rosa Bonmatí Guidonet) riconobbe in accordo con il marito la bambina in qualità di madre single, trasmettendole il solo cognome "Bonmatí". Successivamente i genitori della bambina si appellarono al Parlamento spagnolo, richiedendo che ad Aitana Bonmatí potesse essere aggiunto anche il cognome paterno (Conca, tratto dal signor Vicent Conca i Ferrús). Nel maggio 1999, quando la Spagna era sul punto di cambiare la legge, Rosa Bonmatí apparve nel programma tv Bon dia, Catalunya per presentare la tesi a favore. La legge fu modificata alla fine del 1999 e ratificata all'inizio del 2000; Aitana è stata una delle prime persone in Spagna ad avere il cognome materno come primo cognome e il cognome paterno come secondo cognome (Bonmatí Conca).
Suo padre è valenciano e faceva parte del Partito indipendentista dei Paesi Catalani - Movimento per la Difesa della Terra. A quanto si dice, apparteneva anche al gruppo paramilitare nazionalista catalano Terra Lliure, nonché finì tra gli arrestati e i torturati durante le proteste precedenti le Olimpiadi di Barcellona del 1992, salvo poi essere assolto. Lo Stato spagnolo fu così condannato dalla Corte europea dei diritti dell'uomo per aver violato le convenzioni sulla tortura.
La famiglia Bonmatí Conca è nota per le proprie posizioni marxiste.

## Statistiche

### Presenze e reti nei club
Statistiche aggiornate al 7 giugno 2025.
| Stagione        | Squadra         | Campionato      | Campionato | Campionato | Coppe nazionali | Coppe nazionali | Coppe nazionali | Coppe continentali | Coppe continentali | Coppe continentali | Altre coppe | Altre coppe | Altre coppe | Totale | Totale |
| Stagione        | Squadra         | Comp            | Pres       | Reti       | Comp            | Pres            | Reti            | Comp               | Pres               | Reti               | Comp        | Pres        | Reti        | Pres   | Reti   |
| --------------- | --------------- | --------------- | ---------- | ---------- | --------------- | --------------- | --------------- | ------------------ | ------------------ | ------------------ | ----------- | ----------- | ----------- | ------ | ------ |
| 2015-2016       | Barcellona      | PD              |            |            | CR              | 3               | 0               | WCL                |                    |                    | SS          | 2           | 0           | 5      | 0      |
| 2016-2017       | Barcellona      | PD              | 12         | 2          | CR              | 1               | 1               | WCL                | 2                  | 0                  | SS          | 2           | 2           | 17     | 5      |
| 2017-2018       | Barcellona      | PD              | 15         | 0          | CR              | 3               | 0               | WCL                | 2                  | 1                  | SS          | 2           | 0           | 22     | 1      |
| 2018-2019       | Barcellona      | PD              | 27         | 12         | CR              | 3               | 0               | WCL                | 7                  | 1                  | -           | -           | -           | 37     | 13     |
| 2019-2020       | Barcellona      | PD              | 20         | 5          | CR              | 4               | 2               | WCL                | 5                  | 2                  | SS          | 4           | 1           | 33     | 11     |
| 2020-2021       | Barcellona      | PD              | 31         | 10         | CR              | 2               | 0               | WCL                | 9                  | 3                  | SS          | 1           | 0           | 43     | 13     |
| 2021-2022       | Barcellona      | PD              | 25         | 13         | CR              | 4               | 1               | WCL                | 10                 | 4                  | SS          | 0           | -           | 39     | 18     |
| 2022-2023       | Barcellona      | PD              | 23         | 10         | CR              | 0               | 0               | WCL                | 11                 | 5                  | SS          | 2           | 2           | 37     | 17     |
| 2023-2024       | Barcellona      | PD              | 24         | 8          | CR              | 4               | 4               | WCL                | 11                 | 6                  | SS          | 2           | 1           | 41     | 19     |
| 2024-2025       | Barcellona      | PD              | 26         | 12         | CR              | 5               | 0               | WCL                | 11                 | 4                  | CC+SS       | 0+2         | 0           | 44     | 16     |
| Totale carriera | Totale carriera | Totale carriera | 203        | 72         | -               | 26              | 8               | -                  | 69                 | 26                 | -           | 17          | 6           | 318    | 112    |

### Cronologia presenze e reti in nazionale
| Cronologia completa delle presenze e delle reti in nazionale ― Spagna | Cronologia completa delle presenze e delle reti in nazionale ― Spagna | Cronologia completa delle presenze e delle reti in nazionale ― Spagna | Cronologia completa delle presenze e delle reti in nazionale ― Spagna | Cronologia completa delle presenze e delle reti in nazionale ― Spagna | Cronologia completa delle presenze e delle reti in nazionale ― Spagna | Cronologia completa delle presenze e delle reti in nazionale ― Spagna | Cronologia completa delle presenze e delle reti in nazionale ― Spagna |
| Data                                                                  | Città                                                                 | In casa                                                               | Risultato                                                             | Ospiti                                                                | Competizione                                                          | Reti                                                                  | Note                                                                  |
| --------------------------------------------------------------------- | --------------------------------------------------------------------- | --------------------------------------------------------------------- | --------------------------------------------------------------------- | --------------------------------------------------------------------- | --------------------------------------------------------------------- | --------------------------------------------------------------------- | --------------------------------------------------------------------- |
| 28-11-2017                                                            | Maiorca                                                               | Spagna                                                                | 4 – 0                                                                 | Austria                                                               | Qual. Mondiali 2019                                                   | -                                                                     | 77’                                                                   |
| 7-6-2018                                                              | Murcia                                                                | Spagna                                                                | 2 – 0                                                                 | Israele                                                               | Qual. Mondiali 2019                                                   | -                                                                     | 73’                                                                   |
| 31-8-2018                                                             | Santander                                                             | Spagna                                                                | 5 – 1                                                                 | Finlandia                                                             | Qual. Mondiali 2019                                                   | -                                                                     | 71’                                                                   |
| 4-9-2018                                                              | Logrono                                                               | Spagna                                                                | 3 – 0                                                                 | Serbia                                                                | Qual. Mondiali 2019                                                   | -                                                                     |                                                                       |
| 1-3-2019                                                              | Lagos                                                                 | Polonia                                                               | 3 – 0                                                                 | Spagna                                                                | Algarve Cup 2019 - 1º turno                                           | -                                                                     | 59’                                                                   |
| 6-3-2019                                                              | Albufeira                                                             | Svizzera                                                              | 0 – 2                                                                 | Spagna                                                                | Algarve Cup 2019 - incontri per i piazzamenti                         | -                                                                     | 79’                                                                   |
| 8-6-2019                                                              | Le Havre                                                              | Spagna                                                                | 3 – 1                                                                 | Sudafrica                                                             | Mondiali 2019 - 1º turno                                              | -                                                                     | 46’                                                                   |
| 12-6-2019                                                             | Valenciennes                                                          | Germania                                                              | 1 – 0                                                                 | Spagna                                                                | Mondiali 2019 - 1º turno                                              | -                                                                     | 77’                                                                   |
| 31-8-2019                                                             | Clermont                                                              | Francia                                                               | 2 – 0                                                                 | Spagna                                                                | Amichevole                                                            | -                                                                     | 82’                                                                   |
| 4-10-2019                                                             | La Coruna                                                             | Spagna                                                                | 4 – 0                                                                 | Azerbaigian                                                           | Qual. Euro 2022                                                       | 2                                                                     | 35’                                                                   |
| 8-10-2019                                                             | Praga                                                                 | Rep. Ceca                                                             | 1 – 5                                                                 | Spagna                                                                | Qual. Euro 2022                                                       | 1                                                                     | 74’                                                                   |
| 12-11-2019                                                            | Lublino                                                               | Polonia                                                               | 0 – 0                                                                 | Spagna                                                                | Qual. Euro 2022                                                       | -                                                                     | 56’                                                                   |
| 5-3-2020                                                              | Orlando                                                               | Spagna                                                                | 3 – 1                                                                 | Giappone                                                              | SheBelieves Cup 2020                                                  | -                                                                     | 80’                                                                   |
| 11-3-2020                                                             | Dallas                                                                | Inghilterra                                                           | 0 – 1                                                                 | Spagna                                                                | SheBelieves Cup 2020                                                  | -                                                                     |                                                                       |
| 19-9-2020                                                             | Chisinau                                                              | Moldavia                                                              | 0 – 9                                                                 | Spagna                                                                | Qual. Euro 2022                                                       | -                                                                     | 60’                                                                   |
| 23-10-2020                                                            | Siviglia                                                              | Spagna                                                                | 4 – 0                                                                 | Rep. Ceca                                                             | Qual. Euro 2022                                                       | 1                                                                     |                                                                       |
| 27-11-2020                                                            | Madrid                                                                | Spagna                                                                | 10 – 0                                                                | Moldavia                                                              | Qual. Euro 2022                                                       | 2                                                                     | 60’                                                                   |
| 18-2-2021                                                             | Baku                                                                  | Azerbaigian                                                           | 0 – 13                                                                | Spagna                                                                | Qual. Euro 2022                                                       | -                                                                     |                                                                       |
| 23-2-2021                                                             | Madrid                                                                | Spagna                                                                | 3 – 0                                                                 | Polonia                                                               | Qual. Euro 2022                                                       | -                                                                     | 77’                                                                   |
| 13-4-2021                                                             | Marbella                                                              | Spagna                                                                | 3 – 0                                                                 | Messico                                                               | Amichevole                                                            | -                                                                     |                                                                       |
| 10-6-2021                                                             | Madrid                                                                | Spagna                                                                | 3 – 0                                                                 | Belgio                                                                | Amichevole                                                            | 1                                                                     |                                                                       |
| 21-9-2021                                                             | Budapest                                                              | Ungheria                                                              | 0 – 7                                                                 | Spagna                                                                | Qual. Mondiali 2023                                                   | -                                                                     | 70’                                                                   |
| 26-10-2021                                                            | Kovalivka                                                             | Ucraina                                                               | 0 – 6                                                                 | Spagna                                                                | Qual. Mondiali 2023                                                   | -                                                                     | 79’                                                                   |
| 25-11-2021                                                            | Siviglia                                                              | Spagna                                                                | 12 – 0                                                                | Fær Øer                                                               | Qual. Mondiali 2023                                                   | 2                                                                     | 70’                                                                   |
| 30-11-2021                                                            | Siviglia                                                              | Spagna                                                                | 8 – 0                                                                 | Scozia                                                                | Qual. Mondiali 2023                                                   | 2                                                                     |                                                                       |
| 17-2-2022                                                             | Middlesbrough                                                         | Germania                                                              | 1 – 1                                                                 | Spagna                                                                | Arnold Clark Cup 2022                                                 | -                                                                     | 78’                                                                   |
| 20-2-2022                                                             | Norwich                                                               | Inghilterra                                                           | 0 – 0                                                                 | Spagna                                                                | Arnold Clark Cup 2022                                                 | -                                                                     |                                                                       |
| 23-2-2022                                                             | Wolverhampton                                                         | Spagna                                                                | 1 – 0                                                                 | Canada                                                                | Arnold Clark Cup 2022                                                 | -                                                                     | 59’                                                                   |
| 7-4-2022                                                              | Alicante                                                              | Spagna                                                                | 1 – 1                                                                 | Brasile                                                               | Amichevole                                                            | -                                                                     |                                                                       |
| 13-4-2022                                                             | Glasgow                                                               | Scozia                                                                | 0 – 2                                                                 | Spagna                                                                | Qual. Mondiali 2023                                                   | -                                                                     | 89’                                                                   |
| 25-6-2022                                                             | Huelva                                                                | Spagna                                                                | 7 – 0                                                                 | Australia                                                             | Amichevole                                                            | 1                                                                     | 46’                                                                   |
| 1-7-2022                                                              | Castel di Sangro                                                      | Italia                                                                | 1 – 1                                                                 | Spagna                                                                | Amichevole                                                            | -                                                                     |                                                                       |
| 8-7-2022                                                              | Milton Keynes                                                         | Spagna                                                                | 4 – 1                                                                 | Finlandia                                                             | Euro 2022 - 1º turno                                                  | 1                                                                     | 79’                                                                   |
| 12-7-2022                                                             | Sheffield                                                             | Germania                                                              | 2 – 0                                                                 | Spagna                                                                | Euro 2022 - 1º turno                                                  | -                                                                     |                                                                       |
| 16-7-2022                                                             | Londra                                                                | Danimarca                                                             | 0 – 1                                                                 | Spagna                                                                | Euro 2022 - 1º turno                                                  | -                                                                     |                                                                       |
| 20-7-2022                                                             | Brighton                                                              | Inghilterra                                                           | 2 – 1                                                                 | Spagna                                                                | Euro 2022 - Quarti di finale                                          | -                                                                     |                                                                       |
| 5-7-2023                                                              | Copenaghen                                                            | Danimarca                                                             | 0 – 2                                                                 | Spagna                                                                | Amichevole                                                            | -                                                                     |                                                                       |
| 14-7-2023                                                             | Auckland                                                              | Vietnam                                                               | 0 – 9                                                                 | Spagna                                                                | Amichevole                                                            | 2                                                                     | 84’                                                                   |
| 21-7-2023                                                             | Sydney                                                                | Spagna                                                                | 3 – 0                                                                 | Costa Rica                                                            | Mondiali 2023 - 1º turno                                              | 1                                                                     |                                                                       |
| 26-7-2023                                                             | Auckland                                                              | Spagna                                                                | 5 – 0                                                                 | Zambia                                                                | Mondiali 2023 - 1º turno                                              | -                                                                     | 62’                                                                   |
| 31-7-2023                                                             | Wellington                                                            | Giappone                                                              | 4 – 0                                                                 | Spagna                                                                | Mondiali 2023 - 1º turno                                              | -                                                                     |                                                                       |
| 5-8-2023                                                              | Auckland                                                              | Svizzera                                                              | 1 – 5                                                                 | Spagna                                                                | Mondiali 2023 - Ottavi di finale                                      | 2                                                                     | 76’                                                                   |
| 11-8-2023                                                             | Wellington                                                            | Spagna                                                                | 2 – 1 dts                                                             | Paesi Bassi                                                           | Mondiali 2023 - Quarti di finale                                      | -                                                                     | 88’                                                                   |
| 15-8-2023                                                             | Auckland                                                              | Spagna                                                                | 2 – 1                                                                 | Svezia                                                                | Mondiali 2023 - Semifinale                                            | -                                                                     |                                                                       |
| 20-8-2023                                                             | Sydney                                                                | Spagna                                                                | 1 – 0                                                                 | Inghilterra                                                           | Mondiali 2023 - Finale                                                | -                                                                     |                                                                       |
| 22-9-2023                                                             | Göteborg                                                              | Svezia                                                                | 2 – 3                                                                 | Spagna                                                                | UEFA Women's Nations League 2023-2024 - 1º turno                      | -                                                                     |                                                                       |
| 26-9-2023                                                             | Cordova                                                               | Spagna                                                                | 5 – 0                                                                 | Svizzera                                                              | UEFA Women's Nations League 2023-2024 - 1º turno                      | 2                                                                     | 81’                                                                   |
| 27-10-2023                                                            | Salerno                                                               | Italia                                                                | 0 – 1                                                                 | Spagna                                                                | UEFA Women's Nations League 2023-2024 - 1º turno                      | -                                                                     |                                                                       |
| 31-10-2023                                                            | Zurigo                                                                | Svizzera                                                              | 1 – 7                                                                 | Spagna                                                                | UEFA Women's Nations League 2023-2024 - 1º turno                      | -                                                                     | 77’                                                                   |
| 1-12-2023                                                             | Pontevedra                                                            | Spagna                                                                | 2 – 3                                                                 | Italia                                                                | UEFA Women's Nations League 2023-2024 - 1º turno                      | -                                                                     | 46’                                                                   |
| 5-12-2023                                                             | Malaga                                                                | Spagna                                                                | 5 – 3                                                                 | Svezia                                                                | UEFA Women's Nations League 2023-2024 - 1º turno                      | -                                                                     | 60’                                                                   |
| 23-2-2024                                                             | Badajoz                                                               | Spagna                                                                | 3 – 0                                                                 | Paesi Bassi                                                           | UEFA Women's Nations League 2023-2024 - Semifinale                    | 1                                                                     |                                                                       |
| 28-2-2024                                                             | Siviglia                                                              | Spagna                                                                | 2 – 0                                                                 | Francia                                                               | UEFA Women's Nations League 2023-2024 - Finale                        | 1                                                                     |                                                                       |
| 12-7-2024                                                             | Chomutov                                                              | Rep. Ceca                                                             | 2 – 1                                                                 | Spagna                                                                | Qual. Euro 2025                                                       | 1                                                                     |                                                                       |
| 16-7-2024                                                             | La Coruna                                                             | Spagna                                                                | 2 – 0                                                                 | Belgio                                                                | Qual. Euro 2025                                                       | 1                                                                     |                                                                       |
| 25-7-2024                                                             | Nantes                                                                | Spagna                                                                | 2 – 1                                                                 | Giappone                                                              | Olimpiadi 2024 - 1º turno                                             | 1                                                                     |                                                                       |
| 28-7-2024                                                             | Nantes                                                                | Spagna                                                                | 1 – 0                                                                 | Nigeria                                                               | Olimpiadi 2024 - 1º turno                                             | -                                                                     |                                                                       |
| 31-7-2024                                                             | Bordeaux                                                              | Brasile                                                               | 0 – 2                                                                 | Spagna                                                                | Olimpiadi 2024 - 1º turno                                             | -                                                                     | 59’                                                                   |
| 3-8-2024                                                              | Lione                                                                 | Spagna                                                                | 2 – 2 (4 – 2 dtr)                                                     | Colombia                                                              | Olimpiadi 2024 - Quarti di finale                                     | -                                                                     |                                                                       |
| 6-8-2024                                                              | Marsiglia                                                             | Brasile                                                               | 4 – 2                                                                 | Spagna                                                                | Olimpiadi 2024 - Semifinale                                           | -                                                                     |                                                                       |
| 9-8-2024                                                              | Décines-Charpieu                                                      | Spagna                                                                | 0 – 1                                                                 | Germania                                                              | Olimpiadi 2024 - Finale 3º posto                                      | -                                                                     |                                                                       |
| 29-11-2024                                                            | Cartagena                                                             | Spagna                                                                | 5 – 0                                                                 | Corea del Sud                                                         | Amichevole                                                            | 1                                                                     |                                                                       |
| 3-12-2024                                                             | Nizza                                                                 | Francia                                                               | 2 – 4                                                                 | Spagna                                                                | Amichevole                                                            | 1                                                                     | 90+1’                                                                 |
| 21-2-2025                                                             | Valencia                                                              | Spagna                                                                | 3 – 2                                                                 | Belgio                                                                | UEFA Women's Nations League 2025 - 1º turno                           | -                                                                     |                                                                       |
| 26-2-2025                                                             | Wembley                                                               | Inghilterra                                                           | 1 – 0                                                                 | Spagna                                                                | UEFA Women's Nations League 2025 - 1º turno                           | -                                                                     |                                                                       |
| 4-4-2025                                                              | Paços de Ferreira                                                     | Portogallo                                                            | 2 – 4                                                                 | Spagna                                                                | UEFA Women's Nations League 2025 - 1º turno                           | -                                                                     | 70’                                                                   |
| 8-4-2025                                                              | Vigo                                                                  | Spagna                                                                | 7 – 1                                                                 | Portogallo                                                            | UEFA Women's Nations League 2025 - 1º turno                           | 2                                                                     |                                                                       |
| 30-5-2025                                                             | Lovanio                                                               | Belgio                                                                | 1 – 5                                                                 | Spagna                                                                | UEFA Women's Nations League 2025 - 1° turno                           | -                                                                     |                                                                       |
| 3-6-2025                                                              | Cornellà de Llobregat                                                 | Spagna                                                                | 2 – 1                                                                 | Inghilterra                                                           | UEFA Women's Nations League 2025 - 1° turno                           | -                                                                     |                                                                       |
| 3-7-2025                                                              | Berna                                                                 | Spagna                                                                | 5 – 0                                                                 | Portogallo                                                            | Euro 2025 - 1° turno                                                  | -                                                                     | 81’                                                                   |
| 7-7-2025                                                              | Thun                                                                  | Spagna                                                                | 6 – 2                                                                 | Belgio                                                                | Euro 2025 - 1° turno                                                  | -                                                                     | 46’                                                                   |
| 11-7-2025                                                             | Berna                                                                 | Italia                                                                | 1 – 3                                                                 | Spagna                                                                | Euro 2025 - 1° turno                                                  | -                                                                     |                                                                       |
| 18-7-2025                                                             | Berna                                                                 | Spagna                                                                | 2 – 0                                                                 | Svizzera                                                              | Euro 2025 - Quarti di finale                                          | -                                                                     |                                                                       |
| 23-7-2025                                                             | Zurigo                                                                | Germania                                                              | 0 – 1 dts                                                             | Spagna                                                                | Euro 2025 - Semifinale                                                | 1                                                                     |                                                                       |
| 27-7-2025                                                             | Basilea                                                               | Inghilterra                                                           | 1 – 1 dts (3 - 1 dtr)                                                 | Spagna                                                                | Euro 2025 - Finale                                                    | -                                                                     |                                                                       |
| Totale                                                                |                                                                       | Presenze                                                              | 83                                                                    |                                                                       | Reti                                                                  | 31                                                                    |                                                                       |

## Palmarès

### Club

#### Competizioni regionali
- Copa de Catalunya: 4

2016, 2017, 2018, 2019

#### Competizioni nazionali
- Campionato spagnolo: 6

Barcellona: 2019-2020, 2020-2021, 2021-2022, 2022-2023, 2023-2024, 2024-2025
- Coppa della Regina: 7

Barcellona: 2016-2017, 2017-2018, 2019-2020, 2020-2021, 2021-2022, 2023-2024, 2024-2025
- Supercoppa spagnola: 5

Barcellona: 2020, 2022, 2023, 2024, 2025

#### Competizioni internazionali
- UEFA Women's Champions League: 3

Barcellona: 2020-2021, 2022-2023, 2023-2024

### Nazionale

#### Competizioni giovanili
- Campionato d'Europa under 17: 1

2015
- Campionato d'Europa under 19: 1

2017

#### Competizioni maggiori
- Cyprus Cup: 1

2018
- Campionato mondiale: 1

2023
- UEFA Women's Nations League: 1

2023-2024

### Individuale
- Miglior giocatrice del Campionato d'Europa: 1

2025
- Miglior calciatrice della fase finale della UEFA Women's Nations League: 1

2023-2024
- Pallone d'oro del campionato mondiale: 1

Australia/Nuova Zelanda 2023
- UEFA Women's Player of the Year Award: 3

2022-2023, 2023-24, 2024-25
- Pallone d'oro femminile: 2

2023, 2024
- Miglior calciatrice dell'anno IFFHS: 2

2023, 2024
- Miglior costruttrice di gioco dell'anno IFFHS: 2

2023, 2024
- The Best FIFA Women's Player: 2

2023, 2024
- Globe Soccer Awards: 1

Miglior calciatrice dell'anno: 2023
- Laureus Sportswoman of the Year Award: 1

2024

## Nella cultura di massa
Il 28 marzo 2022 ha pubblicato un'autobiografia, dal titolo Aitana Bonmatí - Totes unides fem força, che contiene 14 capitoli, in onore del numero di maglia di Johan Cruijff, poi divenuto anche suo numero di maglia. La prefazione del libro è firmata da Xavi, suo grande amico.
Il 1º novembre 2024 esce in esclusiva Netflix il documentario Se acabó: Diario de las campeonas, a cui Bonmatí prende parte insieme ad altre sette sue compagne della nazionale spagnola campionessa del mondo 2023, oltre a due calciatrici che avevano rifiutato la convocazione al Mondiale, con l'intenzione di denunciare il sistema di maltrattamenti e molestie all'interno della selezione femminile. Episodio scatenante fu, nel 2023, il bacio non consensuale dato dall'ex presidente della Federazione calcistica della Spagna Luis Rubiales alla calciatrice Jennifer Hermoso, durante i festeggiamenti del 20 agosto immediatamente successivi alla vittoria del titolo contro l'Inghilterra, oltre a una lettera firmata nei giorni precedenti al ritiro da diverse calciatrici spagnole e finalizzata all'esonero di Jorge Vilda, commissario tecnico ritenuto gravemente incapace.

## Filmografia

### Televisione
- Se acabó: Diario de las campeonas - docufilm (2024)